# When Yuba Plays the Rhumba on the Tuba
When Yuba Plays the Rhumba on the Tuba (When Yuba Plays The Tuba Down In Cuba) ist ein Novelty Song, den Herman Hupfeld verfasste und 1931 veröffentlichte.

## Hintergrund

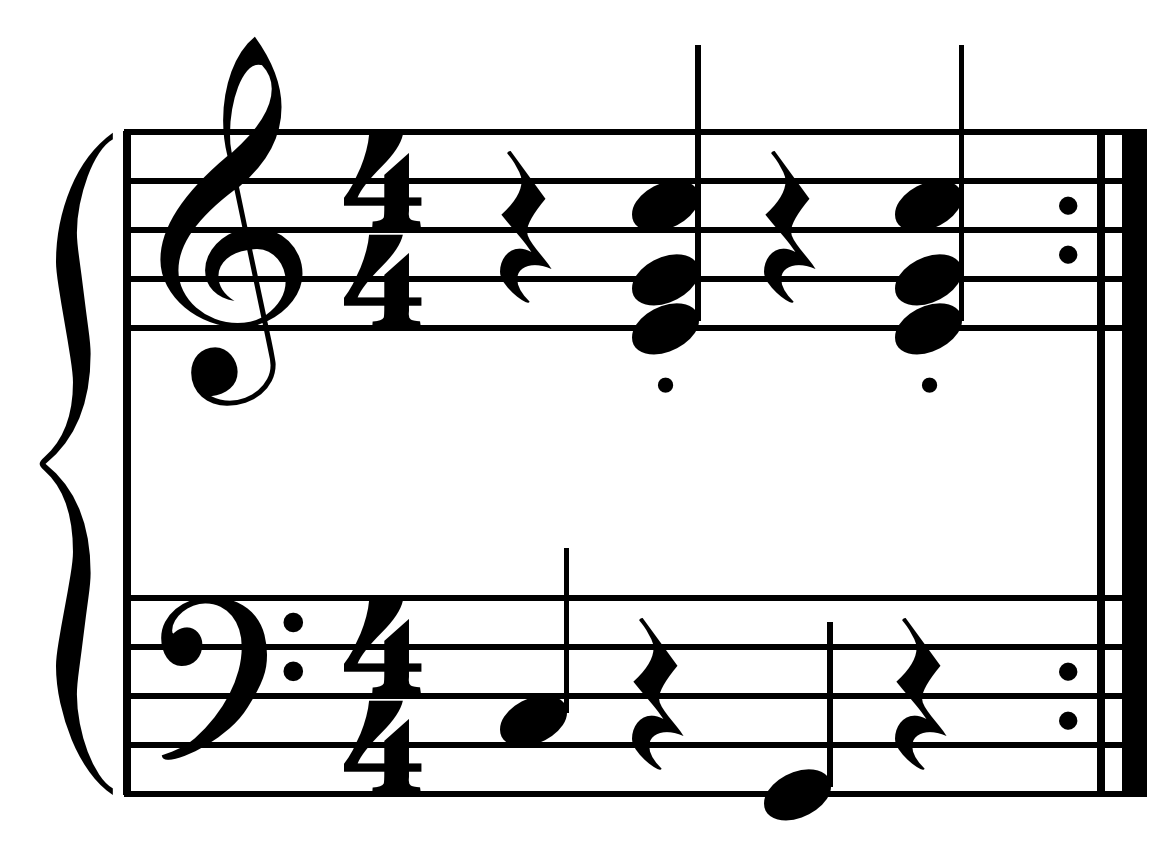
Klassischer Zickendraht bei einem Vierertakt mit einem Basston auf Schlag eins und dem zugehörigen Akkord als Dreiklangsumkehrung auf Schlag 2.

Für die Musikrevue The Third Little Show, die ähnlichen Veranstaltungen im Jahr 1929 und 1930 folgte und im Juni 1931 Premiere hatte, schrieb Herman Hupfeld neben seinem größten Hit As Time Goes By auch den Song When Yuba Plays the Rhumba on the Tuba, vorgestellt von Walter O’Keefe. In dem humoristischen Liedtext bringt ein Tubaspieler den Kubanern auf seinem Instrument die klassische Oom-pah- oder Umpapa-Musik bei, sprich volkstümliche Marsch- oder Blasmusik nach deutschem Muster und dem dabei üblichen Ostinato.
Das Lied wurde von einem zeitgenössischen Musikkritiker als „eins der blödesten Lieder aller Zeiten“ (one of the dumbest songs of all times) bezeichnet. Herman parodierte mit When Yuba Plays the Rhumba on the Tuba die Begeisterung der Amerikaner für den Rumba-Tanz in der Zeit um 1930. Rumba ist nun ebenfalls im 4/4-Takt, die Tanzschritte und die rhythmischen Betonungen erfolgen aber auf die Offbeats, genauer gesagt den Claven. Rudy Vallee vertonte das Stück nun aber als vergleichsweise schnellen Foxtrott und wechselte gekonnt zwischen den verschiedenen Aspekten. Das Stück hat längere Tubasolos und damit wechselnden Gesang mit hauptsächlich Klavierbegleitung und endet mit dem klassischen Um Om im Quartabstand.

## Erste Aufnahmen und spätere Coverversionen

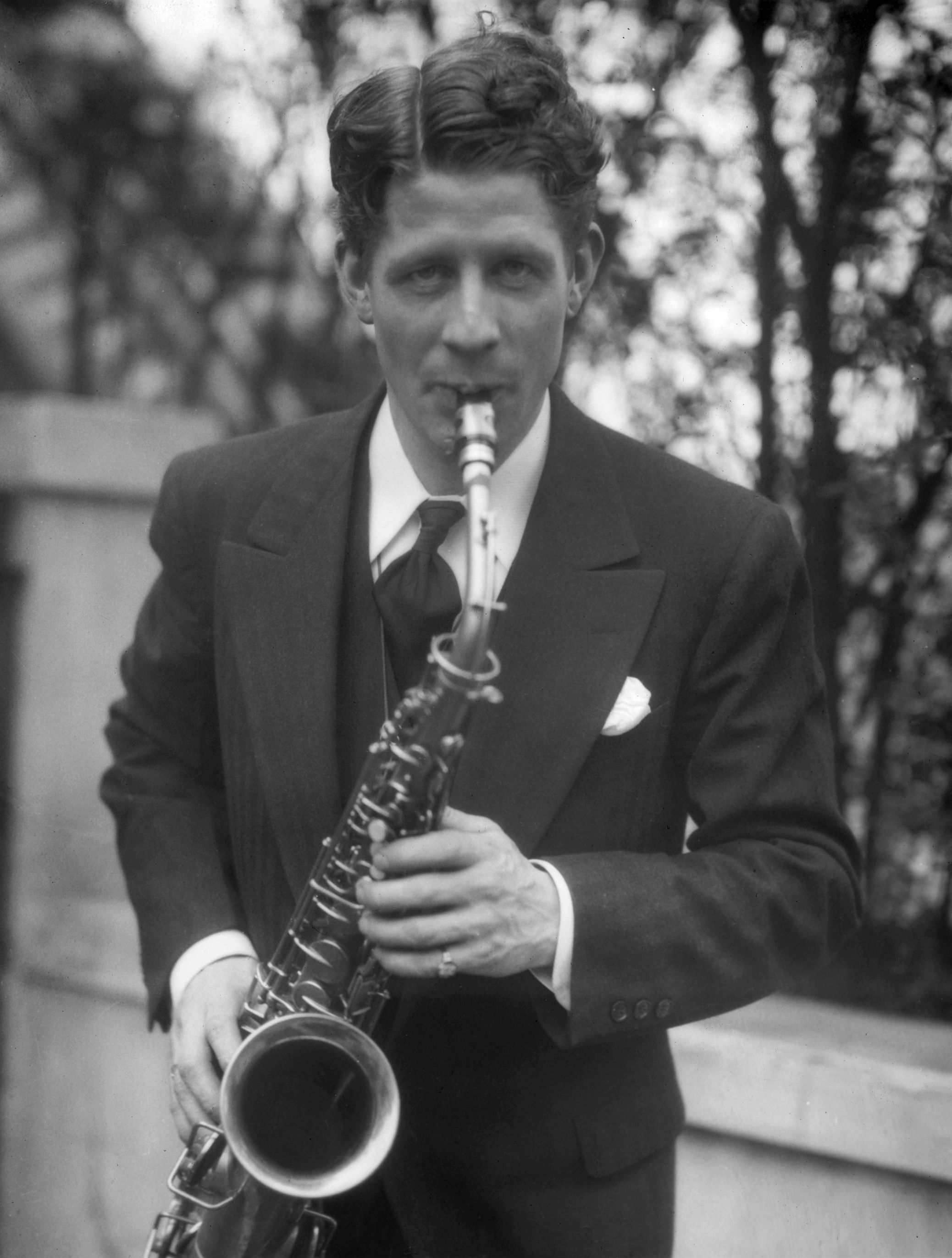
Rudy Vallée am Saxophon, Ende der 1920er oder Anfang der 1930er Jahre

Rudy Vallée and His Connecticut Yankees machten den Song 1931 mit ihrer Plattenaufnahme vom 15. Juni 1931 für Victor Records in den Vereinigten Staaten bekannt; populär war er auch durch seine Verwendung in dem Zeichentrickfilm You’re an Education (1938) aus der Serie Merry Melodies sowie aus dem Trickfilm When Yuba Plays the Rhumba on the Tuba (1933) der Max-Fleischer-Studios, in dem er von den Mills Brothers gesungen wurde, die die Instrumentalparts von Saxophon, Trompete und Tuba mit ihren Stimmen imitierten.
Weitere Musiker, die den Song 1931 aufnahmen, waren The Revelers (RCA 70203), Freddie Rich and The CBS Studio Orchestra (Melotone, mit Bunny Berigan, Jimmy Dorsey, Joe Venuti, Eddie Lang und Paul Small, Gesang), die Studioformation Six Jumping Jacks (eigentlich Harry Reser, mit Tom Stacks (Gesang); Panachord 25235), Al Lack’s City Radiolians (Crown 1150, mit Dick Robertson) und das Orchester von Ben Selvin (Harmony, ebenfalls mit Dick Robertson, Gesang).
Die Comedian Harmonists interpretierten den Song in einer deutschen Fassung (Der Onkel Bumba aus Kalumba tanzt nur Rumba), zu sehen in Joseph Vilsmaiers Spielfilm Comedian Harmonists (1997). Die Sänger Scrappy Lambert, Leonard Stokes und Randolph Wayant machten 1931 als die Three Minute Men für Brunswick Records eine Testaufnahme mit dem Song, begleitet von Joe Tarto (Tuba) und Eddie Lang (Gitarre).
In späteren Jahren wurde der Popsong auch von Bert Ambrose and his Orchestra (HMV 6190), den Durium Revellers (1932), von Benny Goodman/Johnny Mercer (1939), Spike Jones and his Other Orchestra (1947, mit Joe „Country“ Washbourne; RCA Victor 20-2118), Les Elgart (1954), Enoch Light (Big Bold And Brassy, Percussion in Brass, 1960) und George Barnes (1961) gecovert, ferner in Moskau von Ferdinand Krish (1939).
Walter Kempowski erwähnt den Song in seinem Roman Tadellöser & Wolff.